# Andria Ceccaldi
Andria Ceccaldi (Vescovato 1692 – 1741) fou un polític i metge cors, descendent de Marcantoniu Ceccaldi i cunyat de Luigi Giafferi. El 1730 es va sublevar amb ell contra els genovesos i a la Cunsulta di San Antoniu di A Casabianca fou escollit amb Giafferi i l'abat Raffaelli per a dirigit la revolta armada. Fou un dels instigadors de la Cunsulta d'Orezza de 1732. Nomenat Generalissim de la Nació Corsa, va demanar suport Espanya i del Gran Ducat de Toscana. Derrotat a Furiani, el maig de 1732 s'arribà al tractat Concessioni Grazioes a Corte, concessions, però fou arrestat a Bastia i tancat a la torre de Gènova. Condemnat a mort, per protestes d'Espanya i Toscana fou confinat a Savona i alliberat el maig de 1733. Es posà al servei de Lucca i el setembre de 1734 marxà a Nàpols, on demanà suport a la seva causa. El desembre de 1734 anà a Espanya, conegué Theodor von Neuhoff, i el gener 1735 fou nomenat Primatu del regnu. El març 1736 participà en la proclamació del rei Teodor I a Matra.